# Estación Villa Ballester
Villa Ballester es una estación ferroviaria ubicada en la ciudad homónima, en el partido de General San Martín, Provincia de Buenos Aires, Argentina.

## Servicios
Es una estación intermedia del servicio eléctrico metropolitano que se presta entre las estaciones Retiro y José León Suárez, y estación de combinación del servicio diésel interurbano que se presta entre esta y Zárate.
Bajo la concesión de TBA el ramal hacia Zárate tuvo 15 servicios diarios, con trenes en muy mal estado (ya que más de uno le faltaban vidrios en las ventanillas).
En la actualidad, bajo la órbita de Trenes Argentinos, todos los trenes se encuentran en buen estado, limpios, con todos sus vidrios, cuentan con seguridad de PFA que viaja en uno de los coches en todo el recorrido. Los servicios de trenes que llegan a la estación son 20 servicios diarios de ida y 20 servicios de vuelta (con frecuencia de 23 minutos), los días de semana. Los sábados, tiene 16 servicios de ida y 16 servicios de vuelta, pero con frecuencia 33 min entre tren. Y los domingos, tiene 12 servicios, con frecuencia de 1:30hs. entre tren. (Todos los trenes que van de Villa Ballester a Escobar). Y servicios de trenes de 10 servicios diarios de ida y 10 servicios de vuelta (con frecuencia de 23 minutos), los días de semana. Los sábados, también 10 servicios de ida y 10 servicios de vuelta, pero con frecuencia de una hora y media entre tren. Y los domingos, tiene once servicios (ya que la mayoría hacen el recorrido completo, Ballester-Zárate), con frecuencia de una hora y media (Todos los trenes que van de Villa Ballester a Zárate). 

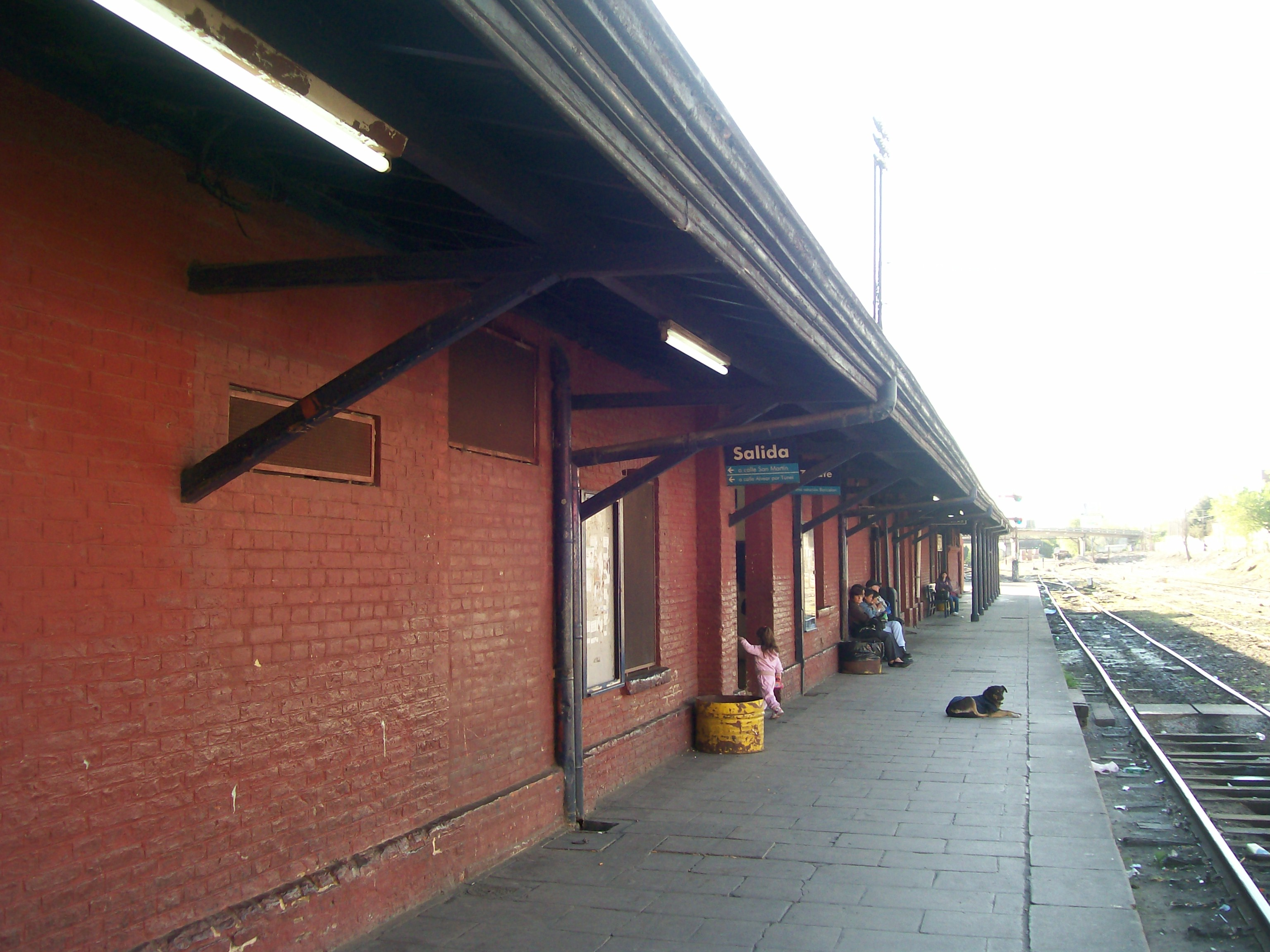
Estación Villa Ballester, andén de trenes hacia Zárate.